# なかうみスカイポート
なかうみスカイポートは、島根県松江市上宇部尾町に所在する、市営の水上飛行場。正式名称は、松江市中海振興多目的施設。

## 概要
松江市東方の中海に面している。水陸両用機のみならず、船舶も利用可能な桟橋のほか、サイクリングの休憩所や水鳥を主体にした野鳥観察などの機能を備えた中海振興の拠点施設である。
後述する水陸両用機による定期遊覧便中止以降も係員が常駐し、サイクリストの憩いの場となっている。2018年（平成30年）竣工。

## 水陸両用機による定期遊覧便
2018年プレ運航開始。2019年4月から本格運航開始となった。せとうちSEAPLANESによる運営。2020年まで水陸両用機クエスト コディアック100を用い、「まつえ空旅」「しまねジオフライト」と称する定期遊覧便を運航していた。遊覧時間約30分。なかうみスカイポート内に、専用のラウンジが併設されている。
中海への離着水を体験できるほか、上空からは、日本ジオパークに認定されている「島根半島・宍道湖中海ジオパーク」の雄大な景観や、国宝松江城を中心とした城下町など、水の都・松江上空の遊覧飛行を行っていた。
同社は新型コロナウイルスの感染拡大の影響により、2021年1月30日の最終フライトをもって営業休止となった。新たなスポンサーを探し、営業の再開を目指すとしていたが、同社は翌年9月に清算されたため、再開は事実上不可能となった。

## アクセス
上宇部尾町バス停（松江市交通局）から徒歩5分
大海崎橋（松江市交通局）から徒歩25分

## ギャラリー
- なかうみスカイポート駐機場
- 中海へのアプローチ部分
- なかうみスカイポート乗降桟橋
- 双眼鏡を備えた屋内施設